# Giancarlo Schirru
Giancarlo Schirru ist ein italienischer Romanist.

## Leben
Nach dem Abschluss 1993 in Literaturwissenschaften an der Universität La Sapienza und der Promotion 1997 an der Universität Chieti-Pescara war er von 1997 bis 2000 professore a contratto für Linguistische Geographie an der Universität Cassino, dort von 2000 bis 2012 ricercatore a tempo indeterminato, ebenda von 2012 bis 2017 professore associato und seit 2017 ist er ordentlicher Professor für Sprachwissenschaft and Linguistik an der Universität Neapel L’Orientale.

## Schriften (Auswahl)
- mit Dora Kanoussi und Giuseppe Vacca (Hg.): Studi gramsciani nel mondo. Gramsci in America Latina. Bologna 2011, ISBN 978-88-15-13801-9.
- (Hg.): Appunti di glottologia 1912–1913. Un corso universitario di Matteo Bartoli redatto da Antonio Gramsci. Rom 2016, ISBN 8812005977.